# Marcelino Morcillo
Marcelino Morcillo (Miraflores de la Sierra, januari 1912 - april 2009) was de eerste Spaanse golfer die professional werd.
Marcelino begon als caddie op de Real Club de la Puerta de Hierro bij Madrid. Hij had twee broers, Miguel en Sota. Hij werd in 1933 professional. Zijn golfcarrière werd onderbroken door de Spaanse Burgeroorlog (1936-1939). 

## Gewonnen
- 1946: Spaans Open
- 1947: Spaans Open (winnaar was een amateur, hij was de beste progfessional)
- 1948: Spaans Open
- 1949: Spaans Open
- 1950: Spaans PGA Kampioenschap
- 1954: Castiliaans PGA Kampioenschap

Deze lijst is waarschijnlijk onvolledig.